# Cnecomymar terebrator
Cnecomymar terebrator is een vliesvleugelig insect uit de familie Mymaridae. De wetenschappelijke naam is voor het eerst geldig gepubliceerd in 1963 door Ogloblin.